# Nuvvuagittuq-Grünsteingürtel

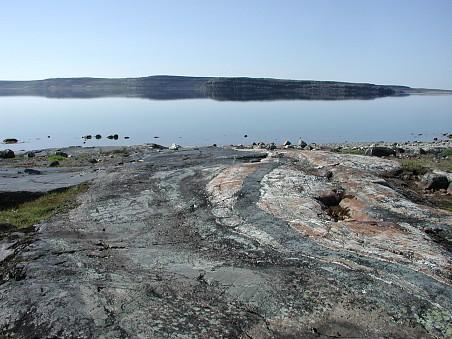
Aufschluss metamorpher vulkanosedimentärer Gesteine des Nuvvuagittuq-Grünsteingürtels an der Porpoise Cove (Ostküste der Hudson-Bay, Quebec, Kanada)

Der Nuvvuagittuq-Grünsteingürtel ist eine Gesteinseinheit an der Hudson Bay im Nordosten Kanadas (Provinz Québec), die mit einem Alter von möglicherweise bis zu 4,4 Milliarden Jahren das bisher älteste bekannte Krustensegment der Erde bildet. Der Grünsteingürtel enthält ferner mikroskopische Strukturen, bei denen es sich um die ersten Fossilien der Erde handeln könnte.

## Etymologie
Nuvvuagittuq ist eine Wortzusammensetzung aus dem Inuktitut. Sie wird gewöhnlich als „Landspitze der weißen Streifen“ wiedergegeben (Englisch „point with white stripes“) – was auf die anstehenden weißen, bänderartigen, granitischen Intrusiva anspielt. Nuvvua bzw. Nuvua bedeutet „Spitze, Landspitze, Punkt“.

## Geschichtliches
Der Nuvvuagittuq-Grünsteingürtel, engl. Nuvvuagittuq Greenstone Belt (abgekürzt NGB) – vormals noch als Porpoise Cove Greenstone Belt bezeichnet – wurde erstmals im Jahr 1965 von der Quebec Ministry of Natural Resources geologisch kartiert. Das Gebiet führte jedoch bis in die 2000er Jahre ein relatives Schattendasein – bis Cates und Mojzsis im Grünsteingürtel im Jahr 2007 mittels der Uran-Blei-Datierung an Zirkonen Alter bis zu 3750 Millionen Jahren fanden. Seitdem rückte der Nuvvuagittuq-Grünsteingürtel in den Brennpunkt intensiver wissenschaftlicher Untersuchungen. Das Alter und die Entwicklungsgeschichte des Gürtels bleiben aber nach wie vor unter Wissenschaftlern umstritten. Jüngste Altersuntersuchungen der mafischen Intrusionen ergaben zwischen 4157 und 4196 Millionen Jahre. Auf der Grundlage von Feldbeziehungen lässt dies Schlüsse auf das Mindestalter für die mafischen Einheiten des Nuvvuagittuq-Grünsteingürtels zu, die demnach aus dem Hadaikum stammen.

## Geographische Lage

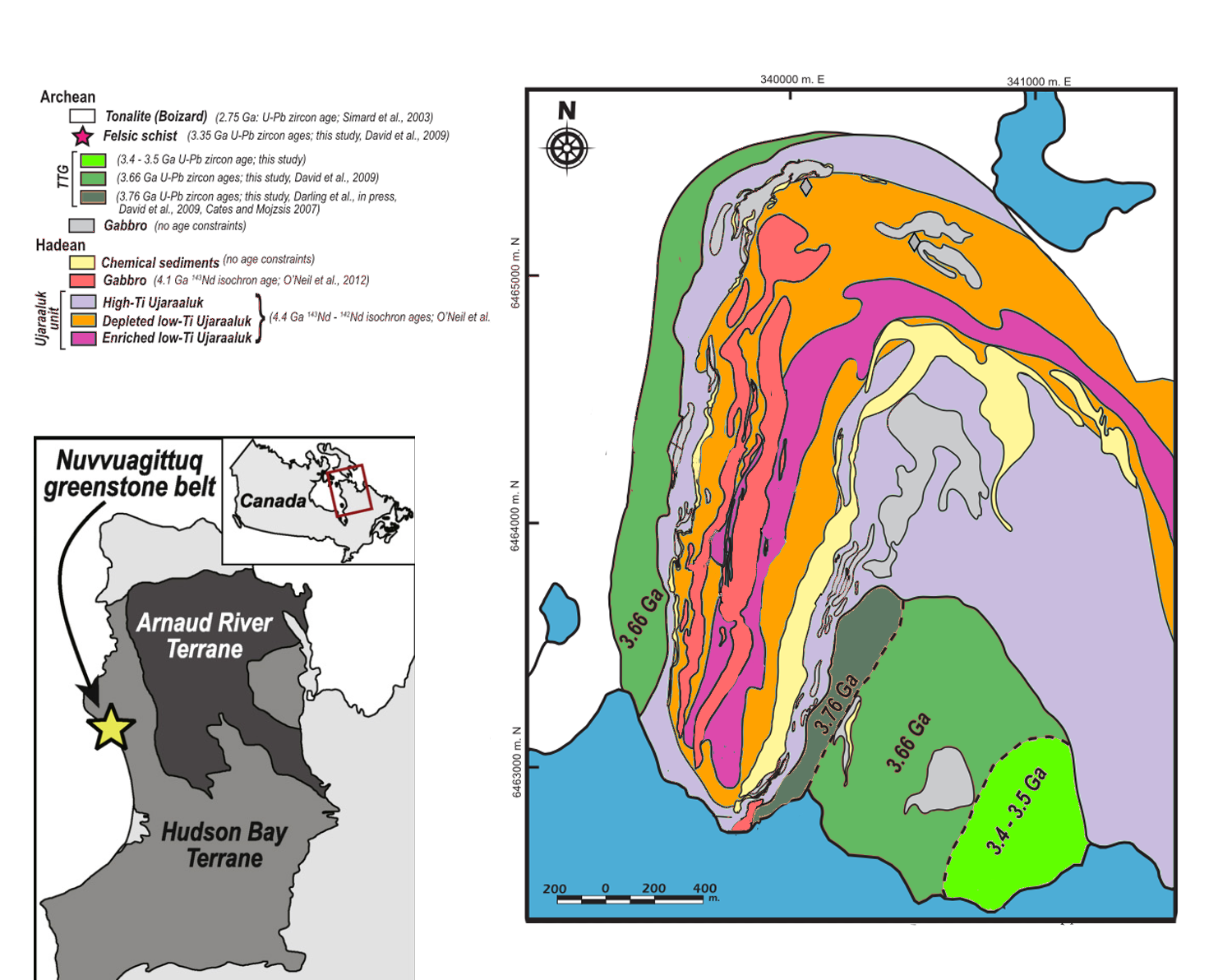
Geologische Karte des Nuvvuagittuq-Grünsteingürtels

Der etwa 10 Quadratkilometer große Nuvvuagittuq-Grünsteingürtel liegt hinter einer vorgelagerten Inselkette – den Nastapoka-Inseln – an der Ostküste der Hudson Bay. Die nächstgrößere Ansiedlung ist Inukjuak 30 Kilometer weiter im Norden.

## Geologie
Geologisch befindet sich der Grünsteingürtel im nördlichen Teil des Superior-Kratons, des größten gut erhaltenen archaischen Kratons der Erde. Der Superior-Kraton gehört mit dem Slave-Kraton, dem Wyoming-Kraton und dem Nordatlantik-Kraton zu den vier erhaltenen archaischen Kratonen im Norden der USA, in Kanada und in Grönland. Er besteht aus Grünsteingürteln und metamorphen Sedimenten (Metasedimenten), in die Intrusiva granitischer Zusammensetzung eingedrungen sind. Im Nordosten und im Südwesten enthält er hochmetamorphe Gürtel von Gneisen.
Der Nuvvuagittuq-Grünsteingürtel gehört geologisch zur Tikkerutuk-Domäne der North Eastern Superior Province (oder abgekürzt NESP). Die NESP kann wiederum in zwei isotopisch voneinander verschiedene Terrane unterteilt werden – dem Arnaud-River-Terran im Osten und dem Hudson-Bay-Terran im Westen (siehe nebenstehende Abbildung). Anfängliche Untersuchungen der NESP kamen zu der Ansicht, dass die Provinz vorwiegend aus granulitfaziellen Granitoiden bestand. Jedoch fanden spätere detailliertere Studien, dass die NESP vorwiegend aus Plutoniten des Neoarchaikums aufgebaut wird, in welchen dünne Überbleibsel amphibolit- bis granulitfazieller Grünsteingürtel der generellen Streichrichtung folgen. Das Arnaud-River-Terran wird von Granitoiden charakterisiert, die jünger als 2880 Millionen Jahre sind. Ihre juvenilen Neodym-Isotopenzusammensetzungen liefern Modellalter eines abgereicherten Erdmantels (TDM), die noch unter 3000 Millionen Jahre zu liegen kommen. Die neoarchaischen Granitoide des Hudson-Bay-Terrans intrudieren jedoch Fragmente eines wiederaufgearbeiteten Kratons aus dem Mesoarchaikum und dem Eoarchaikum. Das Hudson-Bay-Terran erstreckt sich entlang der Ostküste sowie im Südosten der Hudson Bay und beherbergt den Nuvvuagittuq-Grünsteingürtel.
Spezifisch liegt der Nuvvuagittuq-Grünsteingürtel im größten der den Gürtel umgebenden Gneisgebiete – dem Minto-Gürtel oder Minto-Block im Nordosten der Hudson Bay. Der Nuvvuagittuq-Grünsteingürtel bildet innerhalb der Inukjuak Subprovince des Minto-Blocks Teil einer mafischen suprakrustalen Einheit – der Ujaraaluk-Einheit. Der Grünsteingürtel ist in einem etwa 3 × 4 km großen Gebiet direkt an der Hudson Bay aufgeschlossen. Der Name der Einheit wurde nach einem im Norden der Einheit gelegenen Hügel gewählt, früher war sie auch als Porpoise Cove Formation bekannt. Umringt wird das Vorkommen von tonalitischem Gneis der Boizard-Folge.
Der Nuvvuagittuq-Grünsteingürtel wird von mehreren Generationen eoarchaischer bis mesoarchaischer TTG-Komplexe umgeben, welche mit 3760, 3660, 3510, 3350 sowie 2990 Millionen Jahren datiert wurden. Seltene Trondhjemitbänder intrudieren die Südwestecke des Gürtels und haben U-Pb-Alter an Zirkonen von rund 3760 Millionen Jahre geliefert. Ferner intrudiert ein neoarchaischer Pegmatit den Grünsteingürtel.

## Lithologie

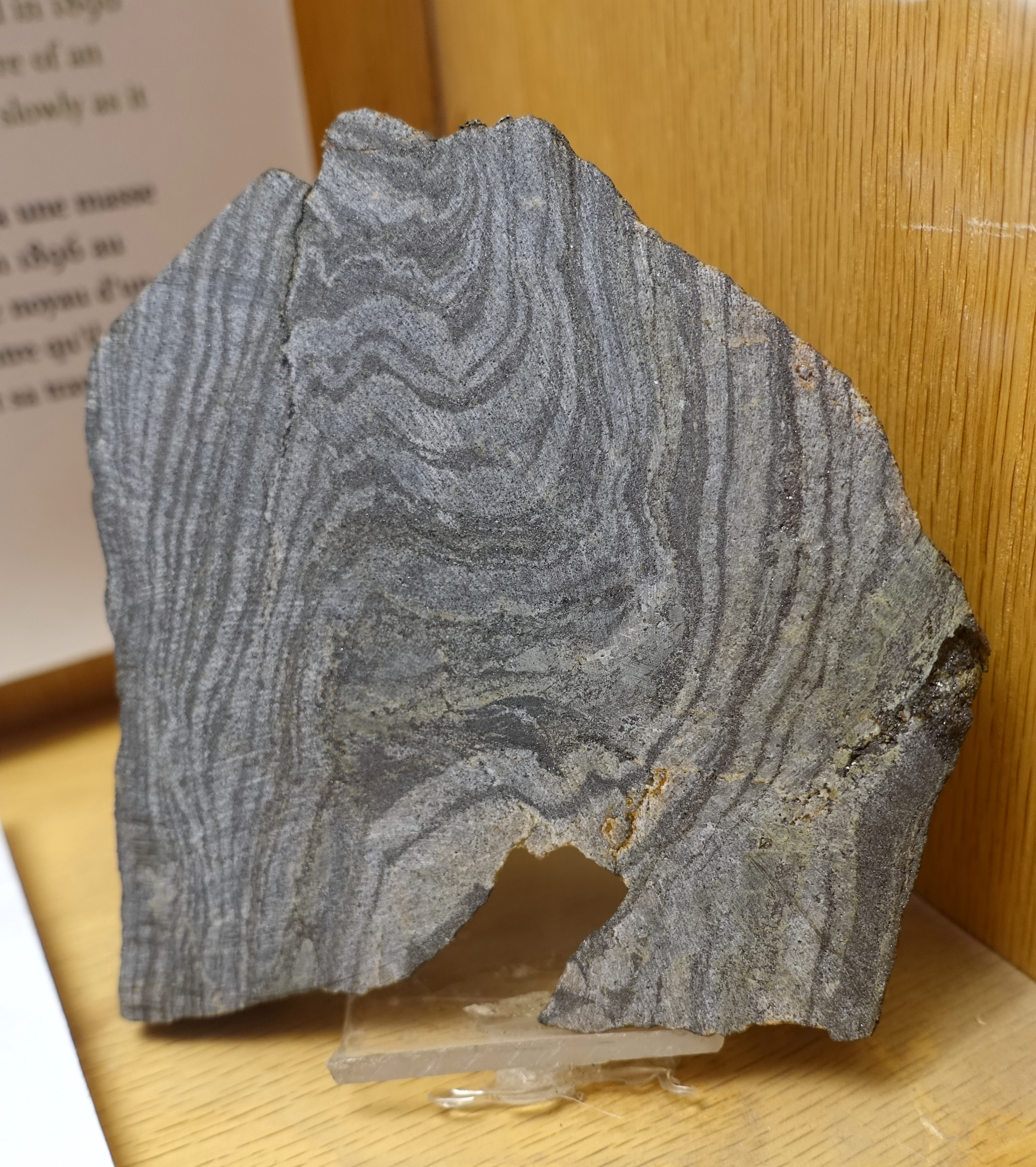
3800 Millionen Jahre altes, graphitisches Bändererz aus dem Nuvvuagittuq-Grünsteingürtel

Kennzeichnende Lithologie des Grünsteingürtels sind hellgraue bis beige mafische Amphibolite mit Cummingtonit anstelle der gewöhnlich im Superior-Kraton in den normalerweise dunklen bis schwarzen Amphiboliten vorkommenden Hornblende (und daher als Faux-Amphibolite, also falscher oder trügerischer Amphibolit bezeichnet). Diese ungewöhnlichen Amphibolite nehmen den größten Teil des Grünsteingürtels ein. In die Amphibolite eingeschaltet sind ultramafische Lagergänge, die auf ein ursprünglich komatiitisches Magma zurückgeführt werden können, sowie Pegmatite. Selten kommen felsische Glimmerschiefer vor, die als ehemalige Tuffite angesprochen werden.
Neben den magmatischen Gesteinen sind auch umgewandelte Sedimentgesteine erhalten geblieben und als bandförmige Vorkommen in den Amphiboliten eingelagert. Wie auch in anderen archaischen Gesteinseinheiten sind oxid- und quarzreiche Bändererze (Banded Iron Formation, BIF) vertreten. Die Bändererze zeigen viele Gemeinsamkeiten mit ähnlichen Eisenformationen des Algoma-Typus. Es wurde vorgeschlagen, dass Eisenformationen des Algoma-Typus eventuell in einer anoxischen Umgebung – wie sie für die frühe Erde charakteristisch war – aufgrund bakterieller Tätigkeiten ausfallen können. Diese Eisenformationen könnten somit einen der ersten Fingerabdrücke des Lebens darstellen und darauf hinweisen, dass bereits zur Bildungszeit des Grünsteingürtels biologisch vermittelte Reaktionen stattfanden.
Bestimmte Gneise sind möglicherweise als konglomeratische Einheiten zu interpretieren.
Es gibt Anzeichen dafür, dass die verschiedenen Untereinheiten des Grünsteingürtels trotz der starken Überprägung noch in ihrem ursprünglichen stratigraphischen Verband liegen.

### Ujaraaluk-Einheit

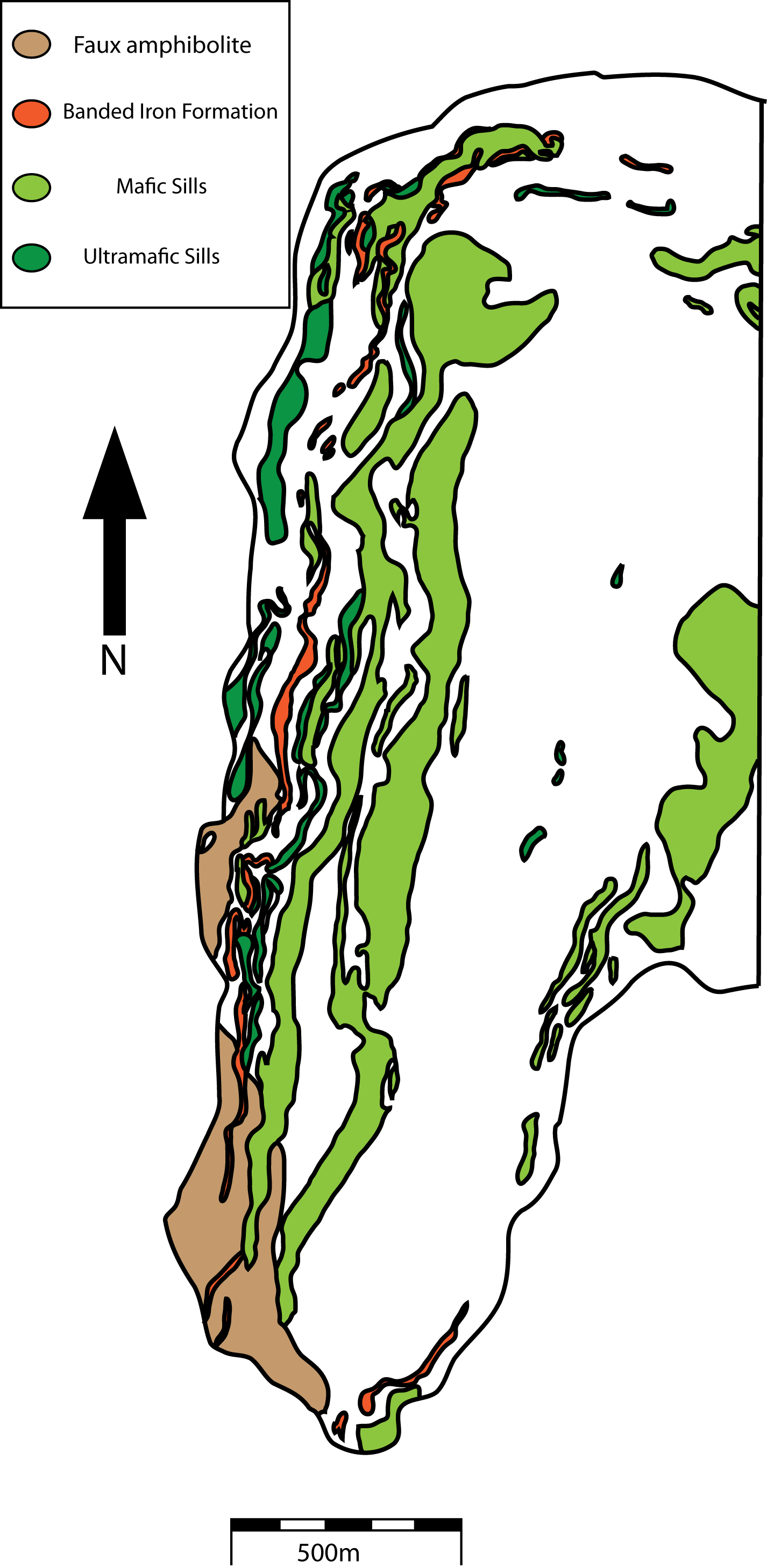
Vereinfachte geologische Karte des Nuvvuagittuq-Grünsteingürtels

Die Ujaraaluk-Einheit ist die vorherrschende Lithologie im Nuvvuagittuq-Grünsteingürtel. Es handelt sich hierbei um heterogene, mafische Gneise, die in unterschiedlichen Proportionen die bereits angesprochene Mineralvergesellschaftung Cummingtonit + Biotit + Quarz + Plagioklas + Granat ± Anthophyllit ± Cordierit enthält. In der Südwestecke des Gürtels bestehen massive, aphanitische Grünsteine aus der Vergesellschaftung Chlorit + Epidot + Aktinolith + Plagioklas ± Quarz, deren geochemische Charakteristiken mit der Ujaraaluk-Einheit durchaus identisch sind. Es wird daher angenommen, dass sie nur ein metamorph niedrigradigeres Äquivalent darstellen. Die Ujaraaluk-Einheit wurde als Paket hydrothermal veränderter, mafischer Pyroklastika interpretiert, welche in einem submarinen, vulkanischen Environment abgelagert worden waren.
Die Gesteine der Ujaraaluk-Einheit wurden anhand des Verhältnisses Al/Ti und ihrer Spurenelementzusammensetzungen geochemisch in drei unterschiedliche Gruppen unterteilt:
Gesteine mit hohem Gehalt an Titan sind geochemisch tholeiitischen Basalten ähnlich, wohingegen in Gesteinen mit niedrigem Gehalt an Titan abgereicherte und angereicherte Varietäten unterschieden werden, welche ihrerseits entweder Affinitäten zu Boniniten oder zu kalkalkalischen Mafiten zeigen.
Diese drei unterschiedlichen Gesteinsgruppen folgen einer Chemostratigraphie, wobei die hoch-Ti Tholeiite das Liegende der Abfolge stellen und die beiden niedrig-Ti Gruppen das Hangende. Diese Chemostratigraphie ähnelt der in modernen Subduktionszonen angetroffenen Abfolge. Folglich ist es denkbar, dass die Ujaraaluk-Einheit an Stellen gebildet wurde, an denen episodisch subduktionsähnliche Prozesse initiiert wurden.
Innerhalb der Ujaraaluk-Einheit lassen sich ultramafische Gesteinskörper beobachten, welche sich in Gestalt von diskontinuierlichen Boudins bis hunderte von Meter in die Stratigraphie eingebettet verfolgen lassen. Diese Metaperidotite sind serpentinisiert und folgen den drei besprochenen Einheiten geochemisch und chemostratigraphisch. Dies gab zur Interpretation Anlass, dass die Ultramafite Kumulate innerhalb der Ujaraaluk-Einheit darstellen.
Die Ujaraaluk-Einheit wird von feinkörnigen Lagergängen aus Hornblende-Plagioklas-Metagabbro intrudiert, welche ein deutliches Gneisgefüge an den Tag legen. Es handelt sich hierbei vorwiegend um zwei 40 bis 100 Meter breite Sills, die sich ununterbrochen bis an die 2 Kilometer im Gürtel verfolgen lassen. Die Gabbrolagergänge besitzen eine sehr ähnliche mafische Zusammensetzung wie die restlichen Gesteine der Einheit. Ihr Gehalt an Calcium liegt jedoch höher – was sich in ihrer Mineralogie widerspiegelt mit Hornblende als vorherrschendem Amphibol, anstelle von Cummingtonit. Ihre Seltene-Erden-Profile sind meist flach, können aber auch Anreicherungen bei den Leichten Seltenen Erden (LREE) aufweisen. Sie sind somit als differenzierte Lagergänge zu interpretieren. Eine 147Sm-143Nd-Isochrone dieser feinkörnigen, gabbroischen Gneislagergänge hat ein Alter von 4115 ± 100 Millionen Jahre geliefert.
Der Nuvvuagittuq-Grünsteingürtel wird überdies von nicht verformten Metagabbros mit grobkörnigem Gefüge intrudiert. Diese unverformten Gabbrointrusionen ähneln in ihrer Zusammensetzung den gabbroischen Lagergängen mit Gneistextur, ihre Seltenen Erdprofile sind aber überwiegend relativ flach. Aufgrund des unterschiedlichen Gefüges im Vergleich zu den Lagergängen wurden die grobkörnigen Gabbros als jüngere mafische Intrusionen gedeutet. David und Kollegen (2009) erhielten ein Zirkonalter von 2693 ± 3 Millionen Jahre. Ein ähnliches Mineralseparatalter von 2719 ± 100 Millionen Jahre wurde mittels Sm-Nd gewonnen, Benn (2018) fand 2867 ± 210 Millionen Jahre und Plakholm (2019) 2714 ± 100 Millionen Jahre (mittels 147Sm-143Nd- bzw. 176Lu-176Hf-Isochronen an Gesamtgesteinsproben).

## Geodynamik
Die Metasedimente des Nuvvuagittuq-Grünsteingürtels erlitten mehrere Deformationsphasen und sind jetzt zu einer sehr engständigen, isoklinalen Synform verfaltet, deren Faltenachsen sowohl nach Süden als auch nach Norden abtauchen. So wurde die ursprüngliche, nach Süden abschließende Synform schließlich in einer neuen Faltungsphase in eine nach Norden abschließende Synform verformt.
Der Grünsteingürtel war außerdem mindestens zwei Metamorphoseereignissen ausgesetzt: eine Metamorphose um 3600 Millionen Jahre, die in etwa zeitgleich mit dem Eindringen der 3600 Millionen Jahre alten, benachbarten Tonalite einherging, sowie eine Metamorphose um 2700 Millionen Jahre. Dieses Spätereignis kann anhand von Samarium-Neodym-Altern an neugewachsenen Granaten in der Ujaraaluk-Einheit, mittels Uran-Blei durch Aufwachsalter an Zirkonen im Trondhjemitband in der Ujaraaluk-Einheit als auch durch Uran-Blei-Alter an metamorphen Zirkonen aus der Ujaraaluk-Einheit und aus gabbroischen Lagergängen innerhalb der Gneise bestätigt werden. Das Spätereignis war hochgradig und erreichte Temperaturen von rund 650 °C und entsprach somit der oberen Amphibolitfazies. Alle Gesteine unterlagen auch noch einer späteren rückschreitenden Metamorphose (Diaphthorese).

## Bedeutung für die Wissenschaft
Die Gesteine und ihr Alter sind noch Gegenstand der Forschung. Zunächst in wissenschaftlichen Zeitschriften veröffentlichte Altersdatierungen dieser Gesteine lagen zwischen 3,6 und 3,8 Mrd. Jahren. Die Möglichkeit, dass die Gesteine im Nuvvuagittuq-Grünsteingürtel zum Teil ein Alter von bis zu 4,28 Mrd. Jahren haben könnten, wurde im Jahr 2008 von Forschern der McGill University in Montreal entdeckt. Diese Ergebnisse wurden jedoch von anderen Forschern in Frage gestellt. Weiter gehende Untersuchungen sind noch im Gange, wobei 2012 ein Alter von ca. 4,4 Mrd. Jahren bestimmt wurde, welches jedoch erneut stark angezweifelt wird.
Im Unterschied zu den magmatischen Gesteinen des etwa gleich alten Acasta-Gneises aus Nordwestkanada wurden einige Gesteine des Nuvvuagittuq-Grünsteingürtels ähnlich wie die des 3,8 Mrd. Jahre alten Isua-Grünsteingürtels an der Erdoberfläche abgelagert und sind somit suprakrustal. Die umgewandelten Sedimentgesteine sind ein Hinweis darauf, dass zur Zeit ihrer Ablagerung bereits eine Hydrosphäre existiert haben muss.

### Mögliche erste Lebensformen
Während in diesem Zusammenhang schon vorher über die Existenz von Leben zur Ablagerungszeit der sedimentären Protolithe der Nuvvuagittuq-Gesteine diskutiert wurde, sind in einer 2017 veröffentlichten Studie Belege für die Präsenz der ältesten Fossilien der Erde in Nuvvuagittuq-Metasedimenten präsentiert worden. Die Gesteine, in denen sich die als Reste von Mikroben interpretierten mikroskopischen Strukturen (Filamente und röhrenartige Gebilde aus Hämatit von bis zu einem halben Millimeter Länge) fanden, sind sicher mindestens 3,77 möglicherweise bis zu 4,28 Mrd. Jahre alt. Es handelt sich um Bändereisenerze (BIFs), die als Ausfällungen von untermeerischen hydrothermalen Quellen gedeutet werden. Sie weisen ein Kohlenstoffisotopenprofil (δC13) auf, das wahrscheinlich Stoffwechselprozesse von Lebewesen zur Ausfällungszeit im Ablagerungsraum anzeigt. Auch mit den Filamenten assoziierte mikrometergroße Kügelchen und Rosetten, die Apatit, Karbonate und Graphit enthalten – alles Minerale, die aus Biomasse hervorgehen können sowie größere Apatitkörner mit Graphiteinschlüssen – werden als Beleg dafür angeführt, dass die Filamente möglicherweise biogen gebildet wurden. Die ältesten bekannten, weitgehend zweifelsfreien Fossilnachweise mikrobiellen Lebens, stammen aus Westaustralien (Pilbara-Kraton) und haben ein Alter von 3,46 Mrd. Jahren.

## Zusammenschau
Die Isotopen des Hudson-Bay-Terrans zeichnen mittlerweile trotz der anfänglichen Unstimmigkeiten das Bild einer relativ einfachen Petrogenese dieses Krustenabschnitts. Die Entwicklung begann mit dem Aufbau einer mafischen Krustenplattform, die aus trockener Mantelschmelze hervorgegangen war. Ihre Isotopencharakteristiken bewegen sich im modernen, abgereicherten (engl. depleted mantle oder abgekürzt DM) Erdmantel, woraus auf ein Bildungsalter von rund 4300 Millionen Jahren zurückgeschlossen werden kann.
Die bereits besprochene, stratigraphisch korrelierbare Änderung der Zusammensetzung innerhalb der Ujaraaluk-Einheit lässt die Vermutung aufkommen, dass sich gegen das mafische Plateau gerichtet ein Subduktionssystem vor 4280 Millionen Jahren etabliert hatte. Hierdurch wurde Wasserdampf in den Mantel gepresst, der den Mantel letztlich erneut aufschmelzen ließ – wobei dieser kurz zuvor zusätzlich an inkompatiblen Elementen verarmt worden war.
Es folgte eine rund 540 Millionen Jahre dauernde lange Ruhezeit, an deren Ende die zusammengesetzte mafische Plattform erneut aufschmolz und dadurch die ältesten, 3760 Millionen Jahre alten TTG-Komplexe – und somit felsische Krustenabschnite – innerhalb des Hudson-Bay-Terrans entstanden. In den nächsten 1000 Millionen Jahren wuchs das Terran durch weitere Aufschmelzereignisse weiter – jedoch ohne weitere Mantelbeiträge zur neuen Krustenentstehung.
Schlusspunkte der Entwicklung im Grünsteingürtel waren das Eindringen der grobkörnigen, unverformten Gabbros gegen 2850 Millionen Jahre, die generelle Metamorphose im Superior-Kraton um 2700 Millionen Jahre – dicht gefolgt von Pegmatiten um 2690 Millionen Jahre.